# Олищени
Олищени (на гръцки: Μελισσότοπιώτες, Мелисотопиотес) са жителите на село Олища (Мелисотопос), Гърция. Това е списък на най-известните от тях.

## Родени в Олища
А — Б — В — Г — Д –
Е — Ж — З — И — Й —
К — Л — М — Н — О —
П — Р — С — Т — У —
Ф — Х — Ц — Ч — Ш —
Щ — Ю — Я

### А
- Ангелина Кузова Вълчева (р. 1924), деятелка на АФЖ в 1944 година, ятачка на ДАГ в Гражданската война 1947 – 1948 година, след разгрома на ДАГ, в 1949 година бяга в Югославия, а от 1958 година с мъжа си Аргир Вълчев се установява във Варна, авторка на спомени[1]

### В
- Васил Янков (1875 – ?), македоно-одрински опълченец, Втора рота на Четвърта битолска дружина, Сборна партизанска рота, попаднал в гръцки плен, освободен на 10 март 1914 година[2]
- Велика Христова Попова (р. 1921), ятачка на ЕЛАС (1943 – 1944), на ДАГ в Гражданската война (1946 – 1949), след разгрома на ДАГ, в 1949 година емигрира в Полша, в 1952 година – в СССР, а от 1963 година със семейството си се установява във Варна, България, авторка на спомени[3]

### Г
- Георги Киров (Γεώργιος Κύρου, Георгиос Киру), гръцки андарт, агент от ІІІ ред, убит от четници на ВМОРО през февруари 1906 година[4][5]

### Д
- Димитър Иванов (1887 – ?), македоно-одрински опълченец, Втора рота на Десета прилепска дружина, Сборна партизанска рота на МОО, попаднал в гръцки плен, освободен на 10 март 1914 година[6]

### Е
- Елефтера Кузова Скеклиова (1928 – ?), членка на ЕПОН от 1943 година, на КПГ от 1950 година, ятачка на ЕЛАС и войник на ДАГ (1947 – 1949), след разгрома на ДАГ в 1949 година емигрира в СССР, в 1956 година се мести в Полша, а в 1962 година със семейството си се установява във Варна, България, оставя спомени[7]

### З
- Зисо Василев (? – 14 август 1903), деец на ВМОРО, загинал в сражението при Дробоко по време на Илинденско-Преображенското въстание[8]

### К
- Костадин Николов (Константин Олицки, 1883 – ?), македоно-одрински опълченец, Втора рота на Десета прилепска дружина, Сборна партизанска рота, попаднал в гръцки плен, освободен на 10 март 1914 година, носител на орден „За храброст“ IV степен[9]

### П
- Пандо Попхристов, български революционер от ВМОРО, четник на Лука Джеров[10]

### С
- Спиридон Попхристов (1887 – 1964), гръцки просветен деец
- Спиро Кузов (1887 – ?), македоно-одрински опълченец, Трета рота на Девета велешка дружина[11]

### Т
- Тома Алеков Скеклиов (1924 – ?), член на ЕПОН от 1942 година, на КПГ от 1946 година, ятак на ЕЛАС и войник на ДАГ (1946 – 1949), след разгрома на ДАГ в 1949 година емигрира в Полша, в 1952 година се мести в СССР, в 1956 година – отново в Полша, а в 1962 година със семейството си се установява във Варна, България, където става член на БКП, оставя спомени[7]

### Ф
- Фана Аргирова Шопова (1920 - ?), брат ѝ Панайот Аргиров Парнавела е арестуван и убит, войник на ДАГ (1947 – 1949) в дружина с командир Нули от Руля, в 1948 година е ранена и работи в болницата при Генералния щаб на ДАГ, в 1949 година емигрира в Полша, а в 1962 година със семейството си се установява във Варна, България, оставя спомени[12]
- Фана Григорова Гошева (р. 1913), войник на ДАГ в Гражданската война 1948 – 1949 г., след разгрома на ДАГ, в 1949 година бяга в Полша, а от 1960 година със семейството си се установява във Варна, авторка на спомени[13]
- поп Христо Попмихайлов (1857 – 1930), гръцки андарт, агент ІІІ ред[5]

## Свързани с Олища
- Димитър Гулев (1927 – 2015), български писател, по баща произхождащ от Олища